# Золотокрылая танагра
Золотокрылая танагра (лат. Tangara lavinia) — вид птиц из семейства танагровых.

## Распространение и места обитания
Вид распространён в странах Центральной и севера Южной Америки. Птицы населяют субтропические и тропические низменные влажные и сильно деградированные леса, на высоте от 0 до 800 метров над уровнем моря, но иногда встречаются и на высоте до 1 000 м над у.м..

## Описание
Длина тела около 13 см, масса около 24 грамм.

## Подвиды
В виде выделяют три подвида:
- Tangara lavinia cara — на крайнем востоке Гватемалы (Пуэрто-Барриос), в Гондурасе, Никарагуа и Коста-Рике южнее до автономной территории Гуна-Яла в Панаме[1];
- Tangara lavinia dalmasi — на склонах гор со стороны Тихого океана в Панаме — от провинций Чирики и Верагуас восточнее до восточной Панамы[1];
- Tangara lavinia lavinia — на крайнем востоке Панамы (восток Дарьен) южнее через склоны с тихоокеанской стороны Колумбии (от севера департамента Чоко), включая остров Горгона, до западного Эквадора — провинции Пичинча[1].